# Am Ende sterben wir sowieso
Am Ende sterben wir sowieso (Originaltitel: They Both Die at the End) ist ein Jugendbuch von Adam Silvera aus dem Jahr 2017. Das Buch war mehrere Wochen auf der Spiegel-Bestsellerliste Belletristik vertreten.
Die Vorgeschichte zum Buch mit dem deutschen Titel Der Erste, der am Ende stirbt (Originaltitel: The First to Die at the End) ist 2022 ebenfalls im Arctis-Verlag erschienen.

## Handlung

### Haupthandlungsstrang
Kurz nach Mitternacht des 5. September 2017 erhält Mateo einen Anruf des Todesboten (Original: Death Cast), einem Unternehmen, das sieben Jahre zuvor dafür bekannt worden ist, den Tod von Einzelpersonen vorauszusagen, und wird informiert, dass er nun innerhalb der nächsten vierundzwanzig Stunden sterben wird. Mateo hat zunächst vor, seinen letzten Tag in seinem Schlafzimmer zu verbringen, beschließt dann aber, sich die App Letzte Freunde herunterzuladen, eine App, die den Todgeweihten dabei helfen soll, jemanden zu finden, mit dem sie ihren letzten Tag verbringen können.
Rufus ist gerade dabei, Peck, den neuen Freund seiner Ex-Freundin Aimee, zu verprügeln, als er ebenfalls einen Anruf vom Todesboten erhält. Seine Freunde Malcolm und Tagoe ermahnen Rufus, sich von der Nachricht nicht mitreißen zu lassen. Er erlaubt Peck zu gehen, damit er zu seiner Pflegefamilie zurückkehren kann, um sich zu verabschieden. Rufus, Aimee, Malcolm und Tagoe, zusammen bekannt als die Plutos, veranstalten eine Beerdigung für Rufus in seiner Pflegefamilie, die jedoch von Peck unterbrochen wird, der die Polizei ruft, um Rufus wegen Körperverletzung verhaften zu lassen. Rufus flieht und lädt sich ebenfalls die Letzte-Freunde-App herunter, damit er seinen letzten Tag nicht allein verbringt.
Mateo und Rufus, die sich nun über Letzte Freunde bekannt gemacht haben, beschließen, den Tag gemeinsam zu verbringen. Rufus willigt ein, mit Mateo ins Krankenhaus zu fahren, damit Mateo seinen Vater besuchen kann, der seit zwei Wochen im Koma liegt. Mateo verabschiedet sich von seinem Vater und hinterlässt ihm eine Nachricht, die er lesen soll, wenn er wieder aufwacht. Anschließend besuchen Mateo und Rufus Lidia, Mateos beste Freundin, und ihre kleine Tochter Penny. Um Lidia nicht zu verärgern, tut Mateo so, als sei alles normal, hinterlässt ihr aber einen Umschlag mit Geld, bevor er geht, und blockiert ihre Telefonnummer. Rufus erhält einen Anruf von Aimee, die ihm mitteilt, dass Malcolm und Tagoe verhaftet wurden, als sie versuchten, die Polizei aufzuhalten, um ihm mehr Zeit zur Flucht zu geben. Er erzählt von seiner Vergangenheit und erklärt, dass seine Eltern und seine Schwester am selben Tag einen Anruf von Todesboten erhalten haben und ertrunken sind, als ihr Auto in den Hudson River gestürzt ist und er als einziger überlebt hat.
Weiter sprechen sie über ihre Lebenspläne: Mateo wollte immer Architekt werden, und Rufus wünscht sich, er hätte seine Leidenschaft für die Photographie zum Beruf machen können. Während sich ihre Freundschaft vertieft, wird Mateo mutiger und Rufus beginnt, für seine Instagram-Seite @rufusonpluto Farbfotos zu machen, im Gegensatz zu seinen üblichen Schwarz-Weiß-Posts, um seinen End Day zu symbolisieren. Rufus kauft Mateo ein paar Legosteine, und als sie gehen, überleben sie nur knapp eine Explosion in einer nahe gelegenen Turnhalle. Mateo baut im Zug mit den Steinen ein Heiligtum. Rufus und Mateo machen sich auf den Weg zum Friedhof, damit Mateo das Grab seiner Mutter besuchen kann, und müssen feststellen, dass ein Friedhofswärter gerade dabei ist, Mateos Grab neben dem ihren auszuheben. Mateo lässt sein Lego-Heiligtum am Grab seiner Mutter zurück und setzt sich mit Rufus in sein eigenes, wo sie über das Leben nach dem Tod sprechen und darüber diskutieren, was in naher Zukunft mit ihnen geschehen wird.
Anschließend gehen die beiden zu Make-A-Moment, einem Zentrum, bei dem vom Todesboten Angerufene gefährliche Aktivitäten ohne Angst erleben können, und die beiden täuschen einen Fallschirmsprung vor. Unbeeindruckt dessen bittet Mateo Lidia, sie in der Travel Arena zu treffen. Zu dritt gehen sie in der Arena auf eine In-achtzig-Minuten-um-die-Welt-Tour und springen von einem Wasserfall, wodurch Rufus seine Angst vor dem Wasser überwinden kann. Rufus erhält einen Anruf von Malcolm und Tagoe, die aus der Haft entlassen wurden, und bittet sie, Aimee mitzubringen und ihn im Graveyard, einem Club für Todgeweihte, zu treffen.
Die Gruppe tanzt zusammen bei Graveyard und Rufus überredet Mateo, mit ihm Karaoke zu singen. Nach ihrem Auftritt bringt Mateo endlich den Mut auf, Rufus zu küssen. Dieser ist wenig überrascht und fragt, warum er so lange gebraucht hat. Rufus kann sich angemessen von den Plutos verabschieden und Mateo versucht, Lidia zu helfen, ihr Leben ohne ihn zu verstehen. Peck und seine Gang kommen mit einer geladenen Waffe im Club an, nachdem sie Rufus über seine Instagram-Posts aufgespürt haben. Als Peck versucht, Rufus zu erschießen, versucht Aimee, ihn zu beruhigen, was Mateo genügend Zeit gibt, einen solchen Aufruhr zu verursachen, dass Peck die Waffe fallen lässt.
Mateo und Rufus kehren in Mateos Wohnung zurück, und Mateo fragt, ob sie erneut ins Krankenhaus gehen könnten, damit er seinem Vater von ihrem Endtag erzählen kann. Mateo singt und spielt Klavier für Rufus, der den Moment filmt, bevor er ein albernes Foto mit Mateo für seinen letzten Instagram-Post macht. Als sie im Bett liegen, gestehen sie einander ihre Liebe, versichernd, dass sie sich gerne früher getroffen hätten und für immer in der Sicherheit ihres Bettes zusammenbleiben würden, und schlafen in den Armen des anderen ein.
Mateo wacht als Erster auf und geht in die Küche, um Pfefferminztee zu kochen, in der Hoffnung, Rufus aufzumuntern. Er schaltet geistesabwesend den Brenner ein, von dem er seinem Nachbarn gesagt hatte, er solle ihn nicht mehr reparieren, da er wisse, dass er sterben werde. Der Brenner explodiert und Rufus wacht durch den Rauch auf und flieht aus der Wohnung. Dann rennt er zurück in das brennende Gebäude und zerrt Mateos toten Körper heraus und fleht ihn an, aufzuwachen. Er lügt die Sanitäter an und sagt ihnen, Mateo sei kein Todgeweihter und müsse ins Krankenhaus. Mateo wird jedoch noch am Tatort für tot erklärt, und der verzweifelte Rufus ruft Lidia an, um sie zu informieren. Rufus verweigert die medizinische Behandlung, ist aber entschlossen, Mateos letzten Wunsch zu erfüllen und besucht seinen Vater im Krankenhaus. Er erzählt dem bewusstlosen Mann alles über ihren gemeinsamen Tag und sagt, dass sein Sohn mutig war, seine Ängste bekämpft hat und wirklich leben konnte. Er hinterlässt eine Notiz, in der er Mateos Vater mitteilt, wer Rufus war und dass er die Fotos von ihm und Mateo auf dem Instagram-Account sehen kann.
Auf dem Weg zum Park, um seine letzten Stunden zu verbringen, setzt Rufus seine Kopfhörer auf, um sich das Video anzuhören, das er von Mateo beim Singen aufgenommen hat, und geht über die Straße, ohne sich umzusehen.

### Nebenhandlungsstränge

#### Delilah
Sie erhält einen Anruf vom Todesboten, hält ihn aber für einen Scherz. Sie führt ein Interview mit Howie Maldonado, der jedoch von Peck und seiner Bande getötet wird, als sie ihm vor das Auto laufen. Im letzten Kapitel, in dem sie im Mittelpunkt steht, ist sie in Althea's Diner. Sie ruft Victor, ihren Ex-Freund, an, der ihr sagt, dass er ihr mit dem Todesboten-Anruf keinen Streich gespielt hat. Delilah bricht in Schluchzen aus und sagt, sie habe ihren letzten Tag vergeudet, weil sie dachte, er habe ihr einen Streich gespielt, um sich an ihr zu rächen, weil sie mit ihm Schluss gemacht hatte. Victor sagt ihr, sie solle an Ort und Stelle bleiben und eilt zum Diner. Dieses Diner liegt auf der anderen Straßenseite, wo Rufus seine letzte Stunde verbracht hat. Es wird angedeutet, dass Victor derjenige ist, der Rufus mit seinem Auto überfährt. Ihr Schicksal bleibt unbekannt.

#### Zoe
Sie ist eine Todgeweihte, die in nur einem Kapitel beschrieben wird, in dem sie den Tag mit Gabriella verbringt.

#### Deirdre
Wie Zoe hat sie nur ein Kapitel, in dem sie über Suizid nachdenkt, aber durch das Auftauchen von Mateo und Rufus davon abgehalten wird.

#### Dalma
Auch sie hat nur ein Kapitel, in dem sie über den Nutzen und ihre Ängste bezüglich der von ihr selbst entwickelten App Letzte Freunde spricht.

#### Vin
Sein einziges Kapitel ist seine Entscheidung, mit der Bombe, die Rufus und Mateo fast getötet hätte, Selbstmord zu begehen.

#### Officer Andrade
Sein einziges Kapitel handelt von der Freilassung von Malcolm und Tagoe aus der Haft, dem Tod seines Partners Graham und seinen Bemühungen, die Website, die dies verursacht hat, zu schließen.

## Charaktere

### Hauptcharaktere

#### Mateo Torrez
Ein schüchterner, dünner und sozial ängstlicher Junge puerto-ricanischer Herkunft. Seit dem Tod seiner Mutter lebt er bei seinem Vater, der nun im Koma liegt. Im Laufe des Buches outet er sich als homosexuell.

#### Rufus Emeterio
Ein kubanischstämmiges Pflegekind, das seine Eltern und seine Schwester bei einem Autounfall verloren hat. Er ist offen bisexuell.

### Nebencharaktere

#### Lidia Vargas
Mateos beste Freundin und die Mutter seines Patenkindes Penny. Lidia hat ihren Freund Christian ein Jahr vor den Ereignissen des Romans verloren, nachdem er einen Anruf vom Todesboten erhalten hatte.

#### Mateo Torrez Sr.
Mateos Vater, der seit zwei Wochen im Koma liegt.

#### Die Plutos
Der Sammelbegriff für die Gruppe, die aus demselben Pflegeheim stammt. Die Plutos bestehen aus Rufus, seinen beiden engsten Freunden, Malcolm Anthony und Tagoe Hayes, und seiner Ex-Freundin Aimee DuBois.

#### Patrick „Peck“ Gavin
Der neue Freund von Aimee, der einen Rachefeldzug gegen Rufus führt.

#### Delilah Grey
Eine Reporterin, die einen Anruf des Todesboten erhält, aber überzeugt ist, dass es sich um einen Streich ihres Ex-Verlobten Victor handelt, der in der Firma arbeitet.

#### Andrea Donahue
Die Botin von Death-Cast, die Mateo über seinen Tod informiert.

#### Kendrick O’Connell und Damien Rivas
Mitglieder von Pecks Bande.

#### Howie Maldonado
Ein berühmter Schauspieler, der einen Anruf des Todesboten erhält und sich mit Delilah zu einem letzten Gespräch trifft.

#### Vin Pearce
Ein Todgeweihter und ehemaliger Boxer, der aufgrund einer genetischen Muskelkrankheit nicht mehr an Wettkämpfen teilnehmen kann.

#### Deirdre Clayton
Eine Angestellte bei Make-A-Moment, die schon mehrfach versucht hat, sich das Leben zu nehmen, auch wenn sie nicht alarmiert wurde, sich aber gegen den Selbstmord entscheidet, als sie Mateo und Rufus sieht.

#### Zoe Landon
Eine Todgeweihte, die ihren letzten Tag mit Gabriella verbringt, einem Mädchen, das sie über die Last Friend-App kennengelernt hat.

#### Dalma Young
Die Entwicklerin der Letzte-Freunde-App.

## Ausgaben
- They Both Die at the End. HarperCollins, New York 2017.
  - dt.: Am Ende sterben wir sowieso. Aus dem Amerikanischen von Katharina Diestelmeier. Arctis, Zürich 2018.